# Emil Kutterer
Emil Kutterer (Karlsruhe,  1898. november 11. – 1974. július 13.) válogatott német labdarúgó.

## Pályafutása

### Klubcsapatban
Emil Kutterer 1908–1916 között az FV Daxlanden, 1916–1920 között az FV Beiertheim junior csapatában játszott. 1920-tól 1922-ig volt a Karlsruher FV felnőtt csapatának játékosa. 1922-től 1931-ig az FC Bayern München játékosa volt. 1931 és 1933 között az SV Wiesbadenben játszott.

### A válogatottban
1925 és 1928 között nyolc mérkőzésen lépett pályára a német válogatottban.  Részt vett az 1928. évi nyári olimpiai játékokon .

### Edzőként
Aktív labdarúgói karrierje befejezése után az SV Wiesbaden edzője volt 1932 és 1935 között. 1936-tól 1938-ig a TuRa Leipzig, 1939-től 1941-ig a SV Fortuna Leipzig, 1947-től 1949-ig 1. FSV Schierstein 08 és az SG Mainz-Gonsenheim, 1950 és 1953 között az FV Engers 07, az 1953-1954-es szezonban a FC Singen 04 edzője volt.